# Turanogryllus virgulatus
Turanogryllus virgulatus är en insektsart som först beskrevs av Bolívar, I. 1899.  Turanogryllus virgulatus ingår i släktet Turanogryllus och familjen syrsor. Inga underarter finns listade i Catalogue of Life.